# Nacionalna stranka Novog Zelanda
Nacionalna stranka Novoga Zelanda (engleski: New Zealand Nationaln Party, maorski: Rōpū Nāhinara) konzervativna je politička stranka desnog centra na Novom Zelandu. Jedna je od dvije najveće stranke u Novom Zelandu, zajedno s povijesnim protivnicima Laburističkom strankom Novoga Zelanda.
Stranka je nastala ujedinjavanjem Ujedinjene i Reformske stranke, koje su tijekom 1920-ih činile veliku stranačku koaliciju. Njihovim ujedinjenjem, Nacionalna stranka je postala druga najstarija parlamentarna stranka u državi. Početkom 1990-ih stranka je u svoj program uvrstila i ekonomski liberalizam, kao jednu od temeljnih odrednica ideologije. Uz prevladavajući konzervativizam, stranka zastupa i načela tzv. klasičnog liberalizma.
Krilatica stranke glasi Radom za Novi Zeland, zbog čega se često pogrešno povezuje s Laburistima. Službena boja, kao i većine konzervativnih stranaka, jest plava. Sjedište stranke nalazi se u glavnom gradu Wellingtonu, s brojnim pokrajinskim i općinskim podružnicama.
Surađuju s desničarskom Maorskom strankom, centrističkom Ujedinjenom budućnosti i liberalnom strankom ACT Novi Zeland. Članica je Međunarodne demokratske zajednice, a surađuje i s Europskom strankom konzervativaca i liberala.